# با آب شلال (شلال ودشتغل)
با آب شلال (بالفارسية: پاابشلال) هي منطقة سكنية تقع في إيران في قسم شلال ودشتغل الريفي. يقدر عدد سكانها بـ 172 نسمة بحسب إحصاء 2016.